# Wachtkamer
Een wachtkamer of wachtruimte is een ruimte waarin personen maar ook dieren kunnen verblijven, totdat de instantie, dienst of bijvoorbeeld behandeld arts, waarvoor men gekomen is, gereed is voor een volgende patiënt of klant.
Wachtkamers zijn te vinden in diverse openbare gelegenheden, zoals treinstations, vliegvelden en ziekenhuizen, maar bijvoorbeeld ook bij een huisarts, tandarts of dierenarts. Een wachtkamer is meestal voorzien van een zekere mate van comfort. Zo zijn er meestal een aantal stoelen of zitbanken en is er soms een lectuurtafel. Vaak zijn er ook rekken met folders. Ook kan er achtergrondmuziek worden gedraaid. Sommige wachtkamers werken met volgnummers die men van tevoren, soms voor verschillende categorieën, uit een nummertjesapparaat moet trekken en men dan moet wachten tot haar of zijn nummer wordt afgeroepen of getoond.
De mate van comfort kan afhankelijk zijn van de aangeboden diensten, de prijs ervan, of de sociale status van de wachtende persoon. Op Nederlandse spoorwegstations was er in het verleden bijvoorbeeld onderscheid tussen wachtkamers voor eerste, tweede en derde klas-reizigers. Tegenwoordig wordt de wachtruimte voor meer betalende passagiers op vliegvelden en grotere treinstations vaak aangeduid met lounge.
In verschillende Nederlandse stations bevindt zich een koninklijke wachtkamer, zoals in Amsterdam Centraal, Baarn, Den Haag HS en in het Spoorwegmuseum te Utrecht (voorheen Den Haag SS).

## Andere betekenis
De uitdrukking Iets in de wachtkamer zetten betekent iets uitstellen en voorlopig niet uitvoeren.

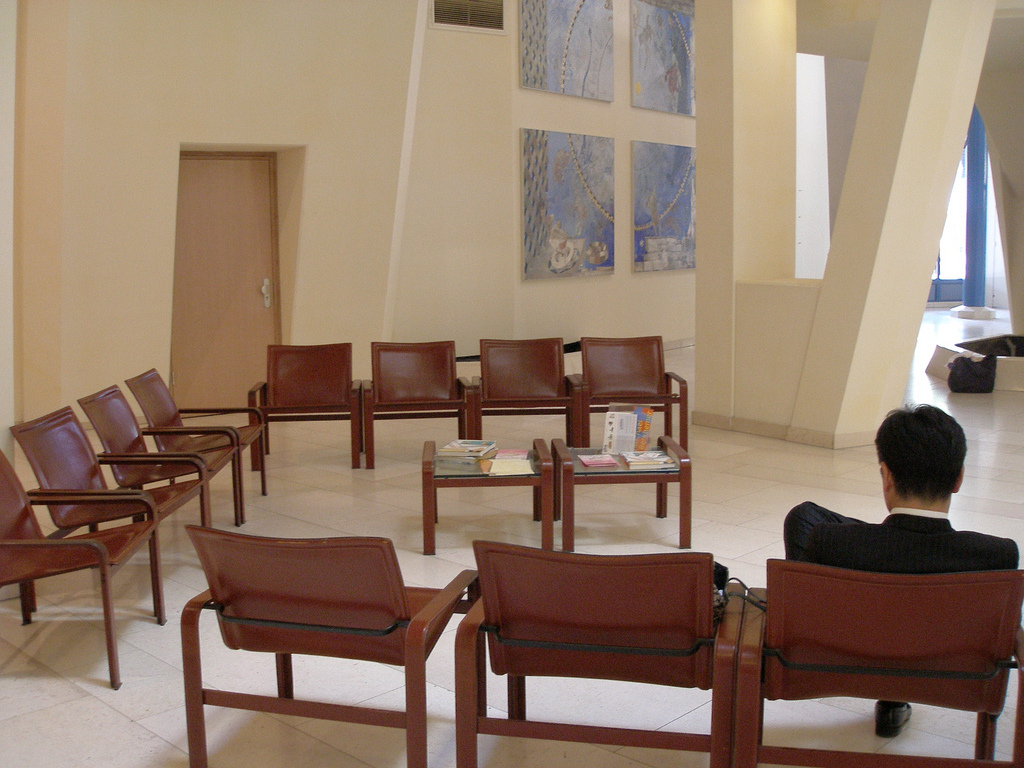
Wachtruimte in een bankgebouw
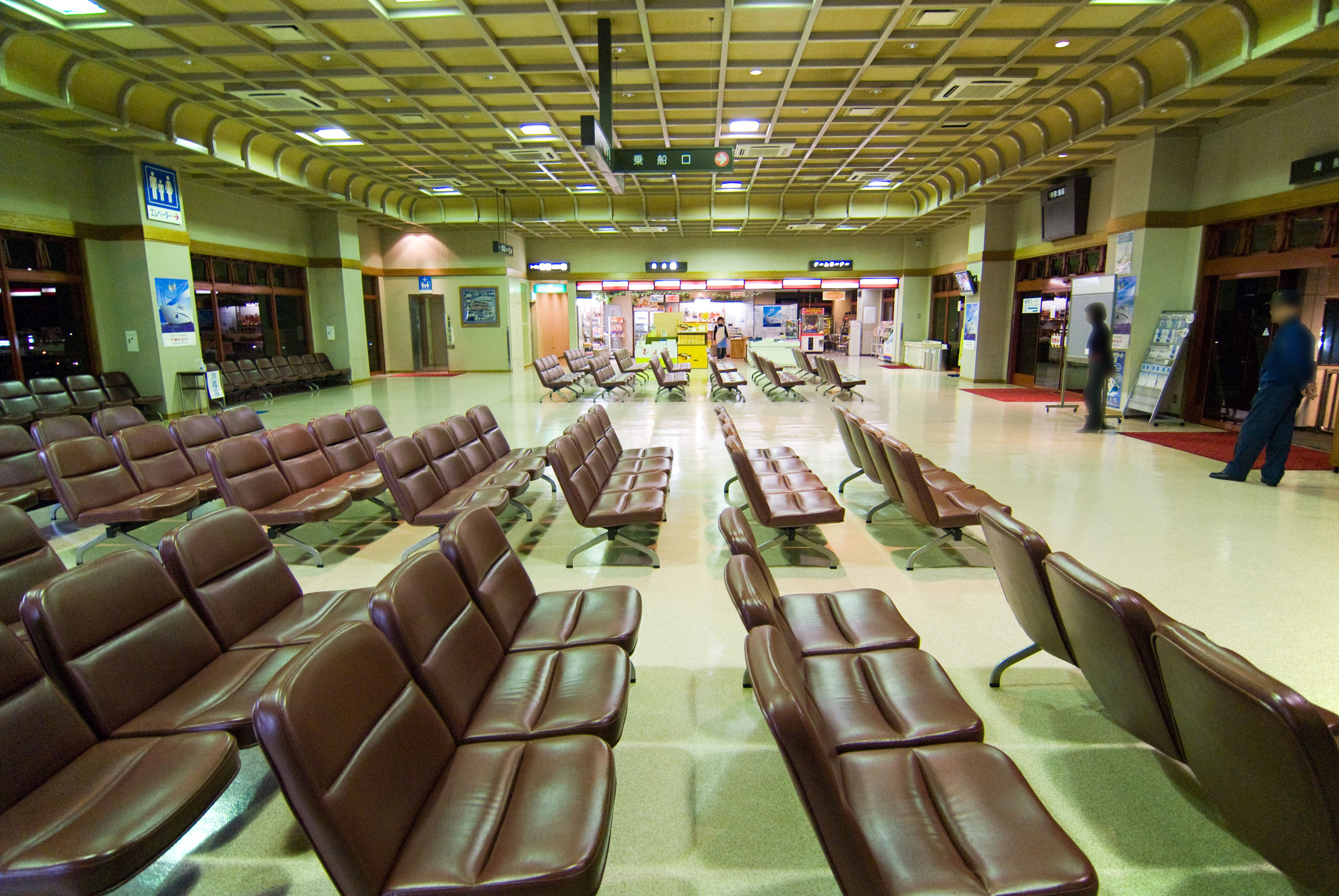
Wachtruimte in een veerbootterminal in Japan
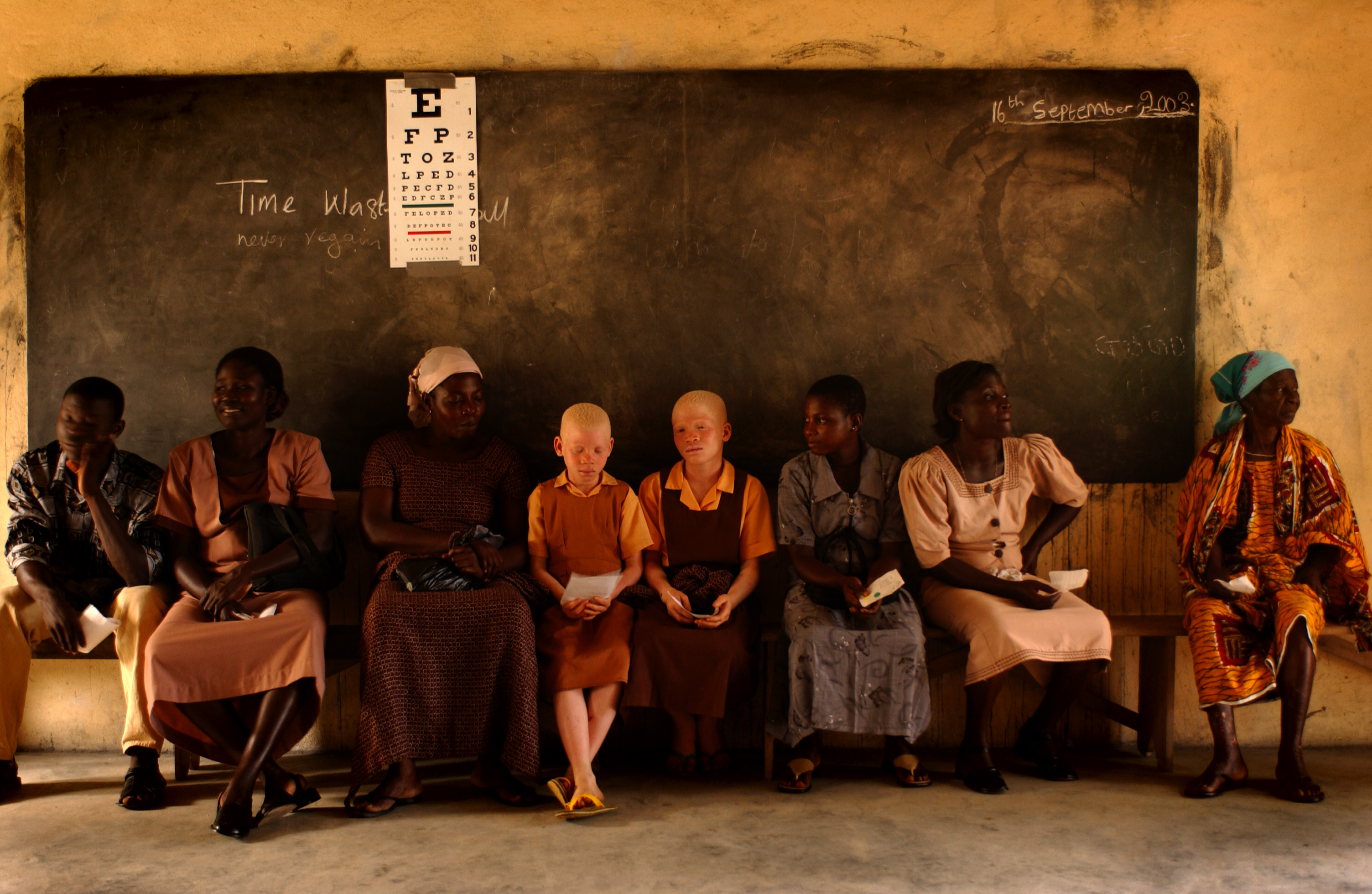
Wachtruimte bij een kliniek in Ghana
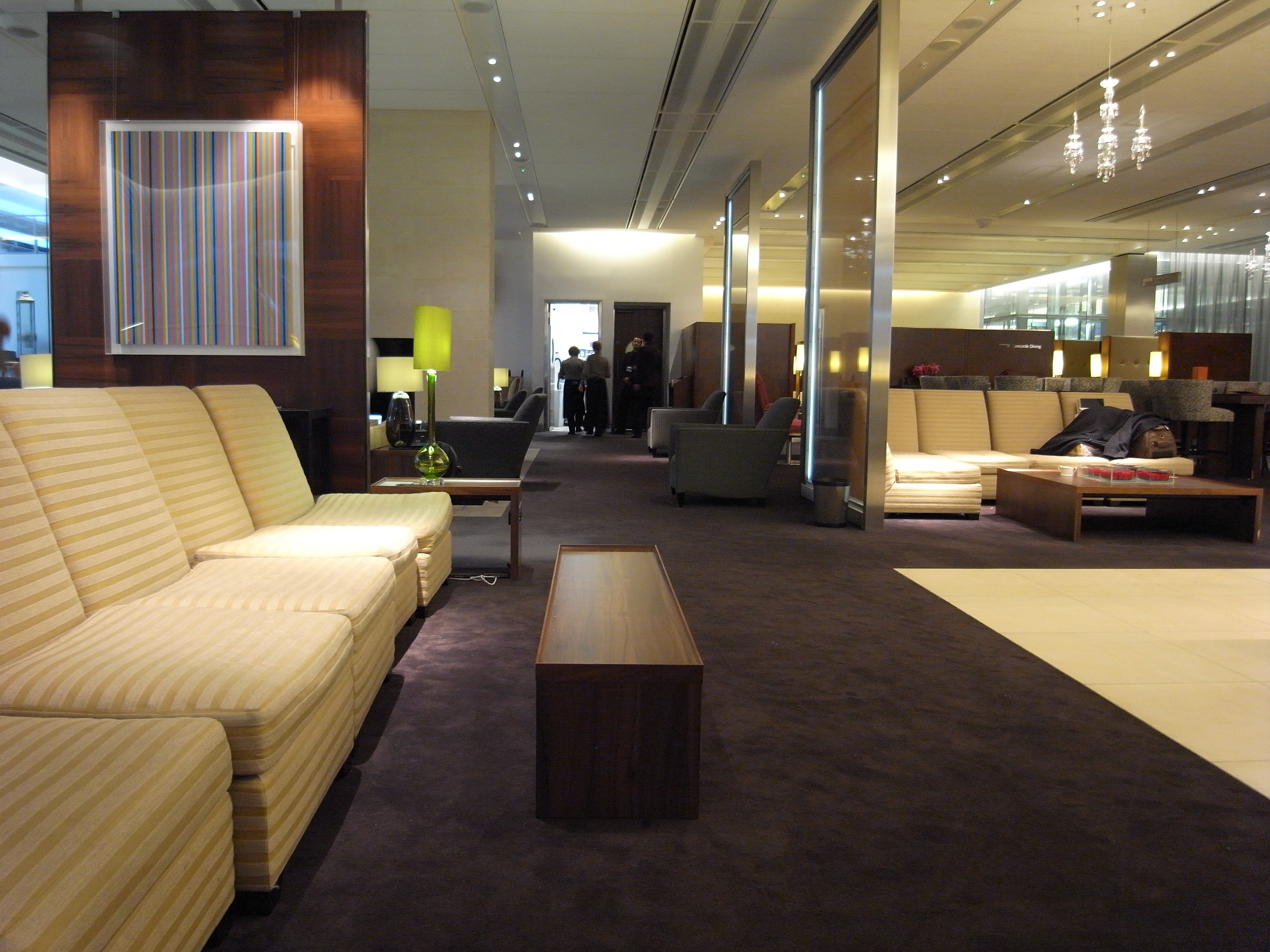
De British Airways Heathrow Concorde Room
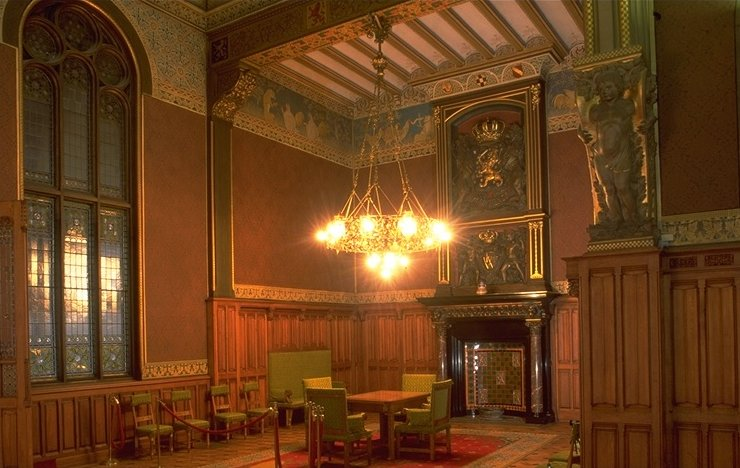
Koninklijke wachtkamer in Station Amsterdam Centraal
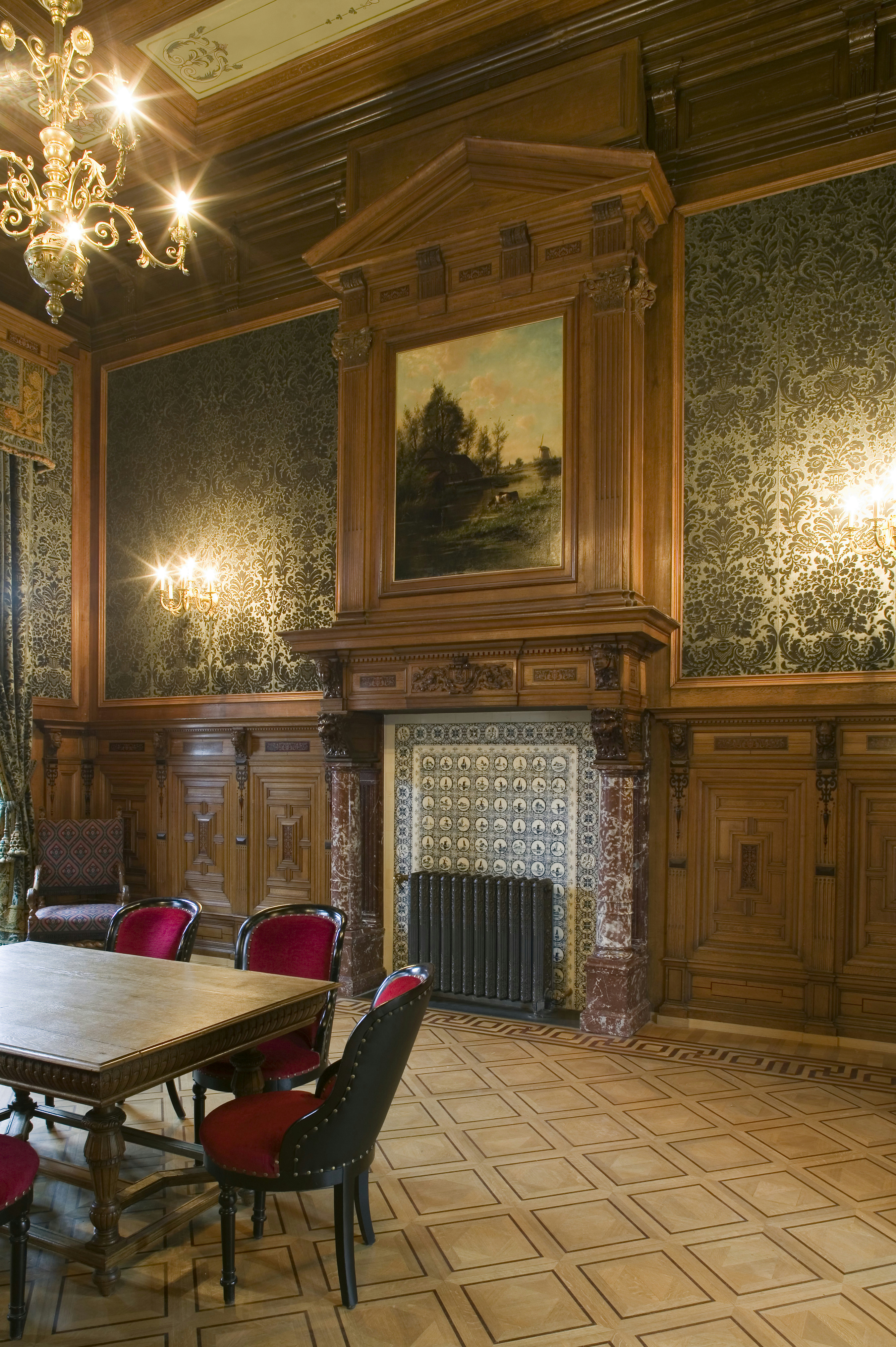
Koninklijke wachtkamer in het Spoorwegmuseum te Utrecht (voorheen Den Haag SS).
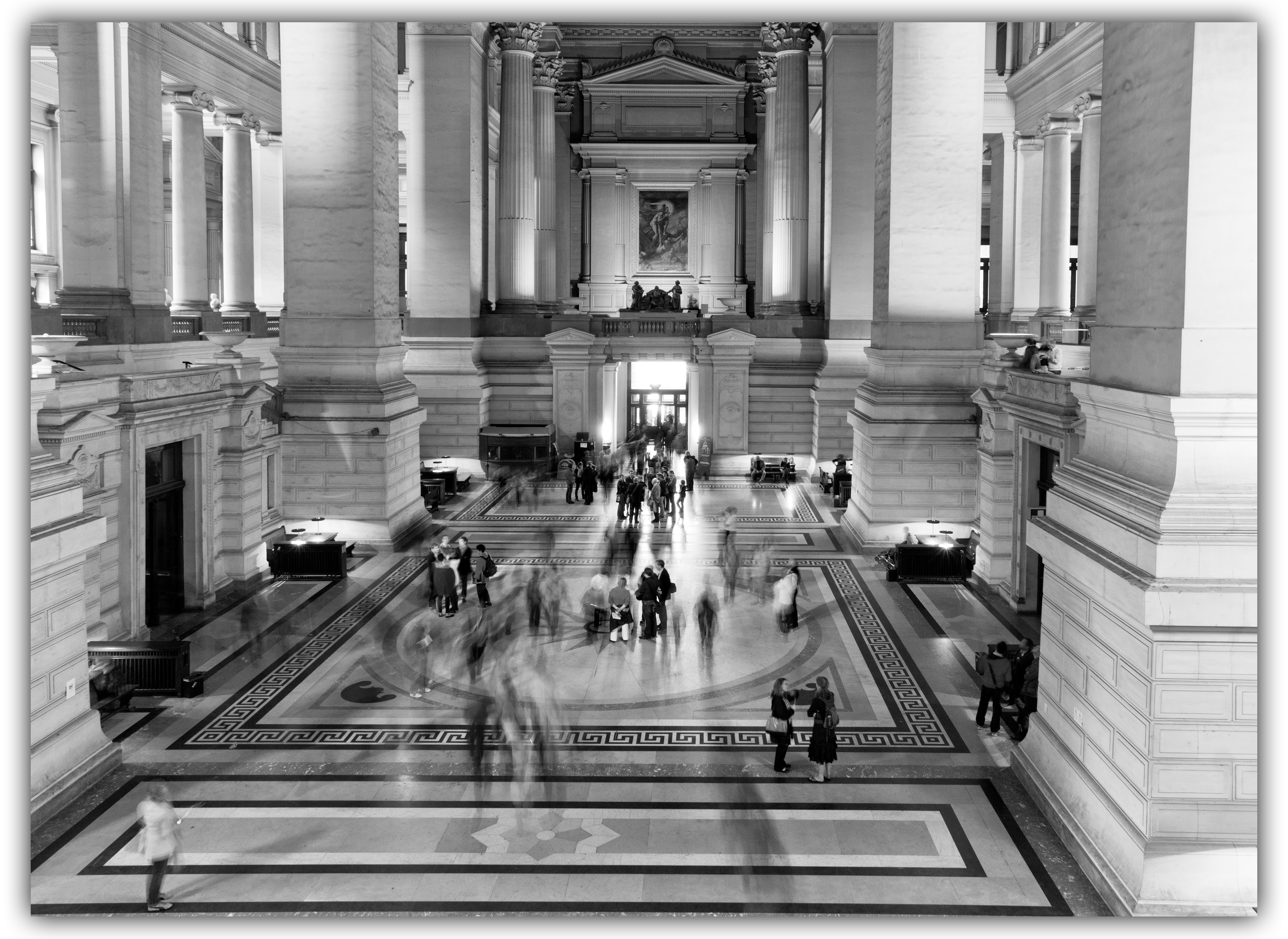
Wachtruimte in het Justitiepaleis van Brussel